# Список умерших в 1118 году
В этой статье представлен список известных людей, умерших в 1118 году.
См. также: Категория:Умершие в 1118 году

## Январь
- 21 января — Пасхалий II — папа римский (1099—1118)

## Март
- 19 марта — Буркхард фон Хольте[нем.] — епископ Мюнстера (1097—1118)

## Апрель
- 2 апреля — Балдуин I Иерусалимский — активный участник первого крестового похода, первый граф Эдессы (1098—1100), король Иерусалима (1100—1118)
- 16 апреля — Аделаида Савонская — герцогиня-консорт Сицилии (1087—1101), жена Рожера I, регент герцогства Сицилии при своих сыновьях Симоне и Рожере II (1101—1112), королева-консорт Иерусалимская (1113—1117), жена Балдуина I Иерусалимского
- 18 апреля:
  - Вильгельм д’Эврё — последний граф Эврё из  Нормандской династии (1067—1118);
  - Мухамад I ибн Малик-шах — великий сельджукский султан (1105—1118).

## Май
- 1 мая — Матильда Шотландская — королева-консорт Англии (1100—1118), жена короля Генриха I

## Июнь
- 5 июня — Роберт де Бомон — граф де Мёлан (1081—1118), первый граф Лестер (1107—1118)
- 9 июня — Дмитр Завидич — новгородский посадник (1117—1118)

## Июль
- Раймунд из Тулузы[англ.] — католический святой[1].

## Август
- 6 августа — Ахмад аль-Мустазхир — аббасидский халиф Багдадского халифата (1094—1118)
- 15 августа — Алексей I Комнин — византийский император (1081—1118)

## Октябрь
- 30 октября — Жерардо[итал.] — святой римско-католической церкви, покровитель Потенци

## Ноябрь
- 28 ноября — Филиппа Тулузская — графиня Тулузская (1094—1117), графиня-консорт Аквитании (1094—1115), жена Гильома IX

## Декабрь
- 22 декабря — Теодорих — Кардинал-священник Сан-Кризогоно (1113/114—1115)
- 28 декабря — Гуго I — граф Ретеля (1045/1055—1118) Дата смерти приблизительна.

## Дата неизвестна или требует уточнения
- Арнульф де Роол — участник первого крестового похода, первый католический патриарх Иерусалимский (1099, 1012—1018)
- Арслан-шах ибн Масуд — султан Газневидского государства (1016—1017)
- Ахмед Менгюджек — сельджукский военачальник.
- Бонсиньоре — католический церковный деятель.
- Владимир[англ.] — правитель Дукли (1103—1113)
- Георгий Чкондидели — епископ Чкондидский, святой Грузинской православной церкви.
- Гицур Ислейвссон — второй епископ Исландии и Гренландии (с 1080).
- Гуго I де Пюизе — сеньор де Пюизе и виконт Шартра (1097—1106) (как Гуго II), первый граф Яффы.
- Диармайт Уа Бриайн — король Мунстера (1114/1116—1118)
- Лиданус[англ.] — святой римско-католической церкви.
- Аль-Мустазхир Биллах — халиф из династии Аббасидов (1094—1118).
- Ризо — католический церковный деятель.
- Руадри На Сайде Буиде[англ.] — король Коннахта (1087—1092)
- Филипп — король Швеции (ок. 1105—1118)
- Фуронг Даокаи[англ.] — буддийский учитель
- Хельперих фон Плёцкау — граф Плёцкау, граф Вальбека, маркграф Северной марки.